# Glinka (film)
Glinka (Глинка) è un film del 1946 diretto da Leo Arnštam.